# Chiesa della Natività di Maria (Bonorva)
La chiesa della Natività di Maria, o di Santa Maria Maggiore, è un edificio religioso situato a Bonorva, nella Sardegna nord-occidentale. Consacrata al culto cattolico è sede dell'omonima parrocchia e fa parte dell'arcidiocesi di Sassari.
La chiesa venne eretta a partire dal 1582 per volontà dell'allora parroco di Bonorva Giacomo Passamar, poi vescovo della diocesi di Ampurias e Civita e infine arcivescovo di Sassari. I lavori, eseguiti da artigiani locali in forme miste che si richiamano al gotico e allo stile classico, durarono oltre un ventennio, sino presumibilmente al 1606, anno inciso nel fastigio della facciata e che dovrebbe essere quello di fine lavori.
L'edificio è a navata unica, nella quale si aprono le cappelle laterali e l'abside quadrata, quest'ultima voltata a crociera. L'aula è suddivisa in cinque campate da archi trasversali a sesto acuto mentre le cappelle sono voltate a botte ad eccezione della capilla mayor, che risulta voltata a crociera costolata.
Vicino all'ingresso è appesa una tela raffigurante la Madonna del Rosario con Sante e i Misteri del Rosario, opera del fiorentino Baccio Gorini che riporta la firma, il nome del committente Giacomo Passamar e la data, probabilmente da leggersi 1605. L'affollata e un po' macchinosa scena centrale ha una sua piacevolezza nella vivacità coloristica mentre più fresche e sciolte appaiono le scenette dei misteri.

## Galleria d'immagini

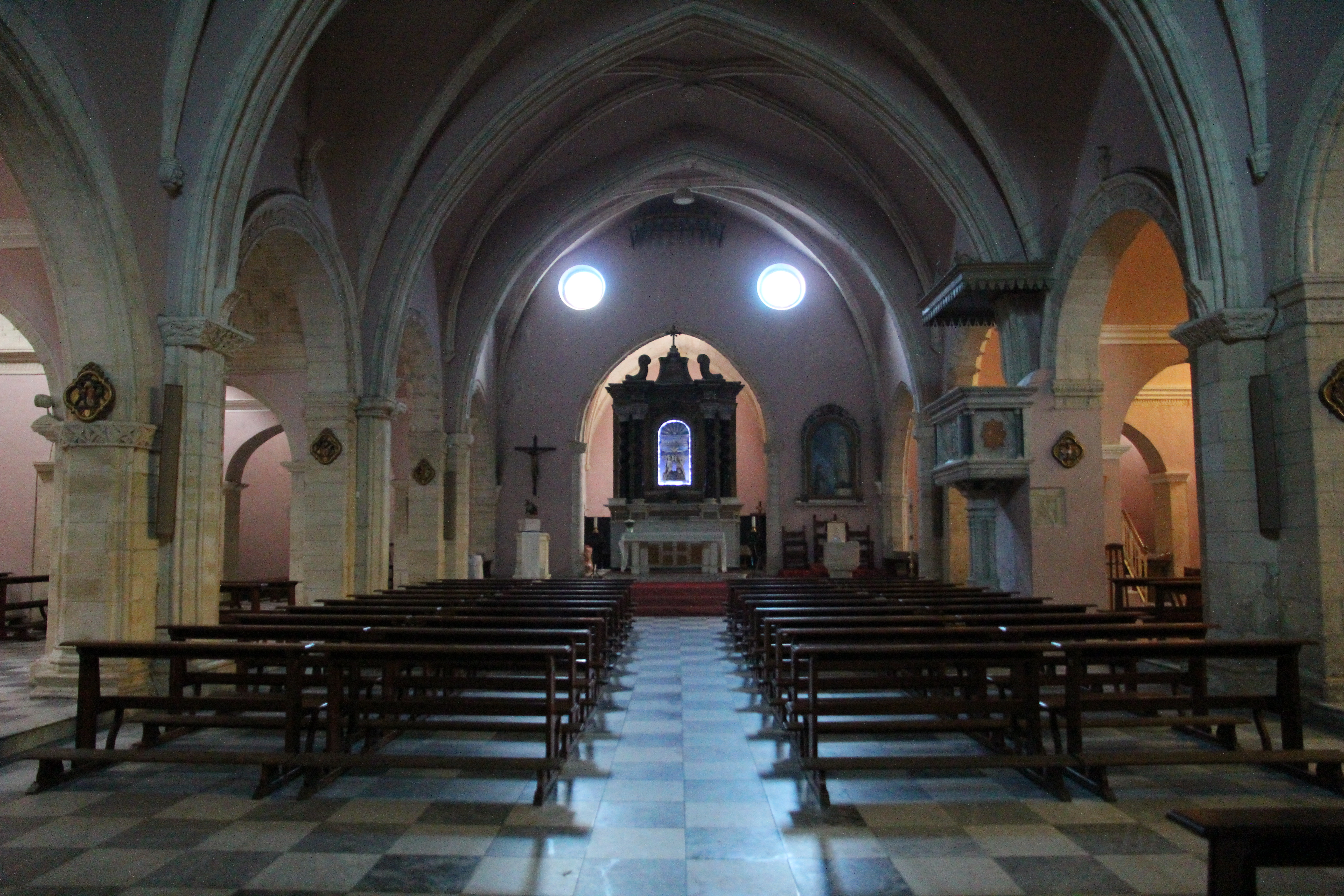
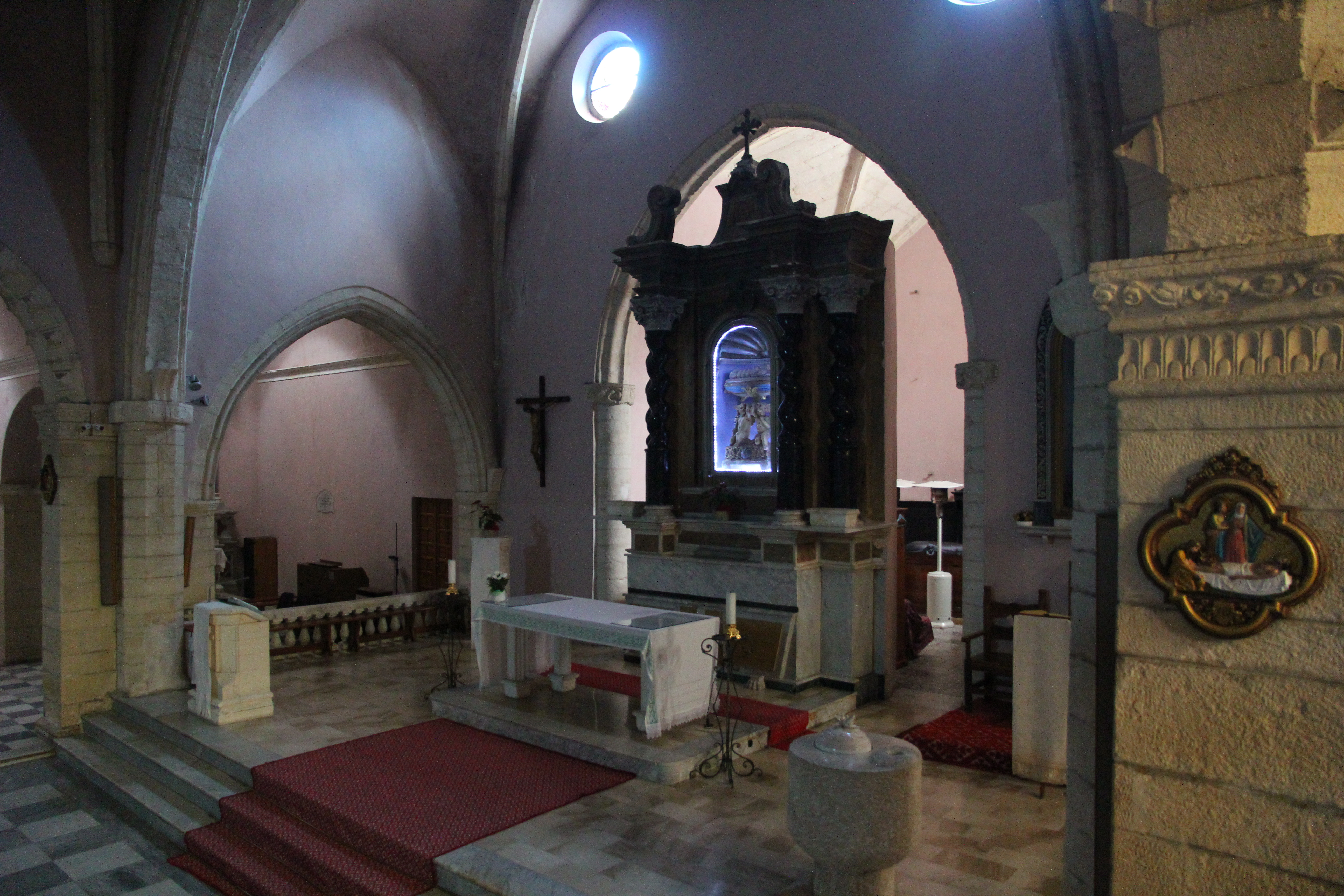
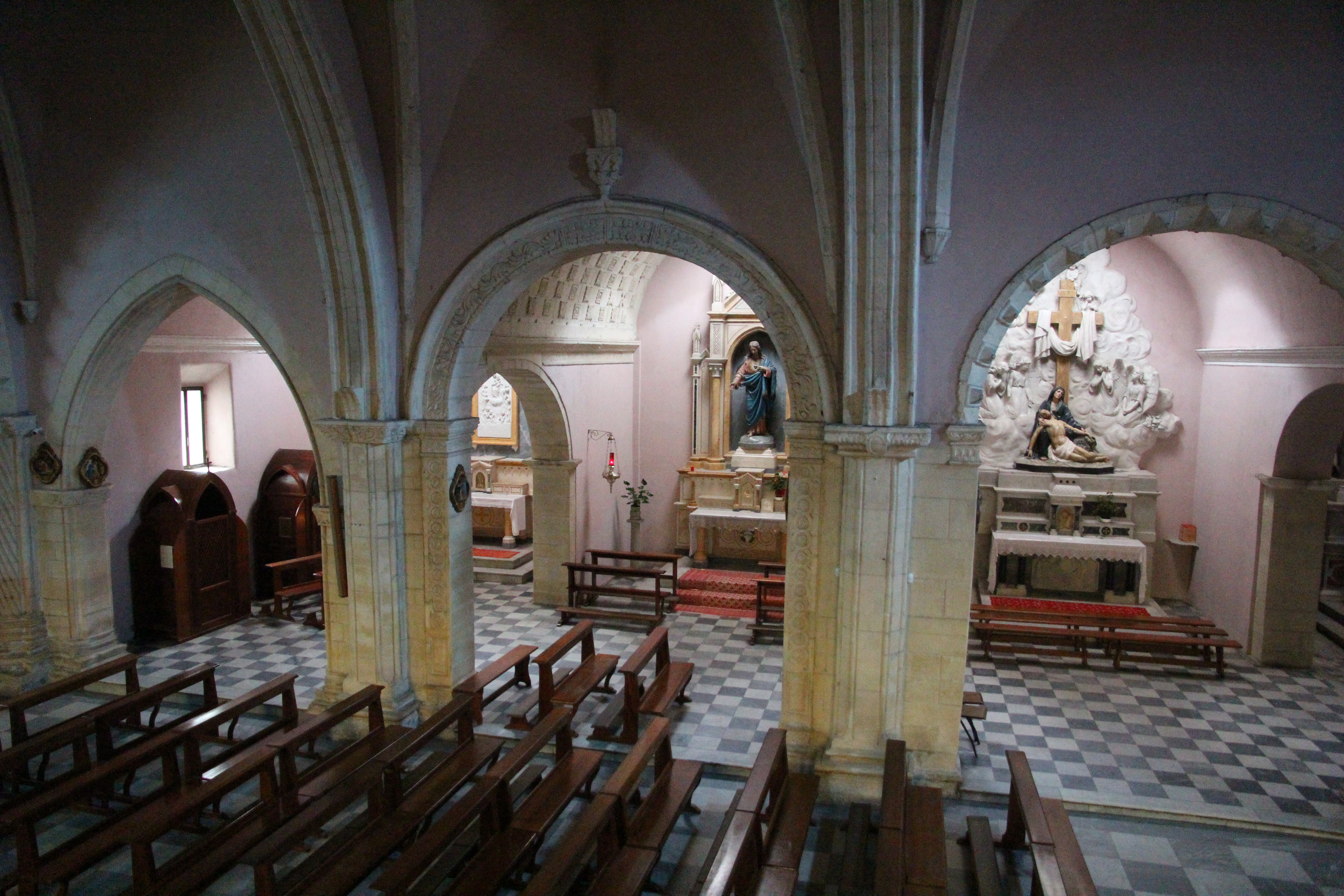
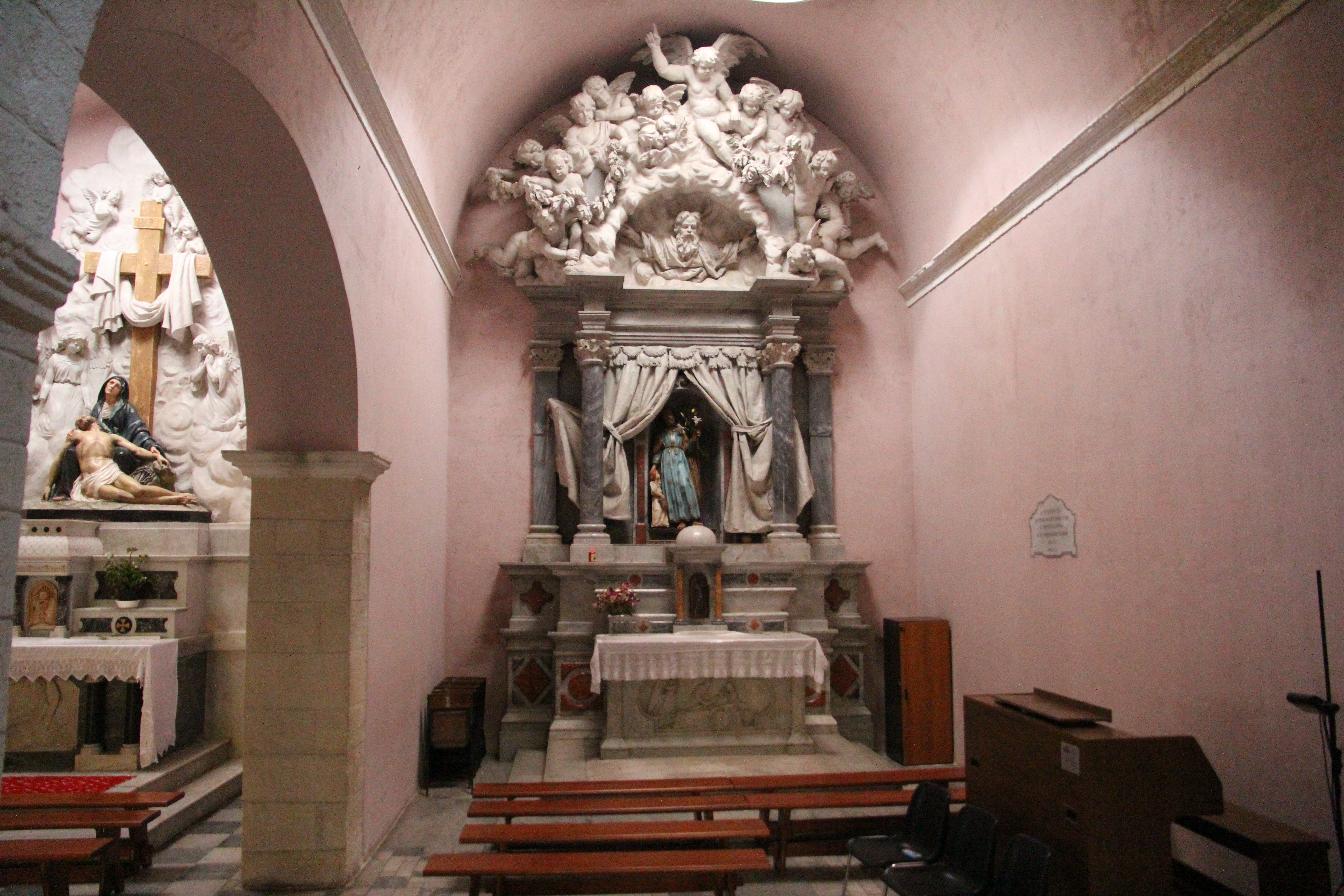
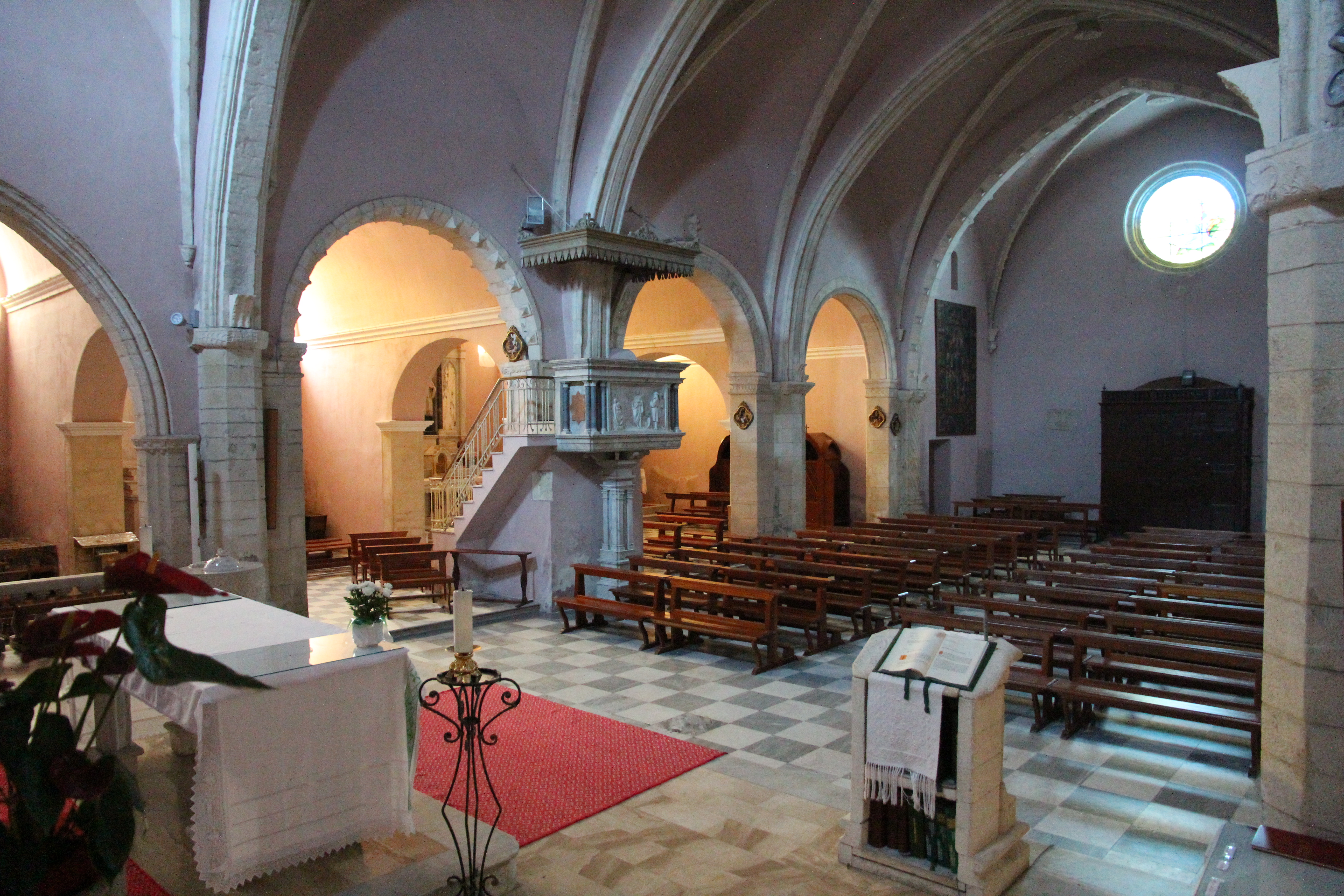